# Burg Ussel
Burg Ussel (französisch Château d’Ussel, italienisch Castello di Ussel) ist eine Höhenburg, die über Châtillon im Aostatal in Italien auf einem an drei Seiten steil abfallenden Felssporn thront.
Die Burg wurde um 1350 von Ébal (Yblet) II. di Challant errichtet, die Grafen Challant und das Haus Savoyen waren abwechselnd die Besitzer. Zuletzt diente sie als Gefängnis, danach verfiel die Burg.
Im 19. Jahrhundert bereits zur Ruine verkommen, wurden im 20. Jahrhundert umfangreiche Erhaltungsarbeiten durchgeführt. Die ältesten Teile der spätmittelalterlichen Burg stammen aus der ersten Hälfte des 14. Jahrhunderts. Dank finanzieller Zuwendungen von Marcel Bich konnte die Anlage vor weiterem Verfall bewahrt werden. Die Burg dient heute als Ort für Ausstellungen und ist auch nur dann zu besichtigen.